# Радиофестиваль песни АВС 2012
Радиофестиваль песни АВС 2012 (англ. ABU Radio Song Festival 2012; кор. ABU 라디오 송 페스티벌 2012) — является первым выпуском Радиофестиваля песни АВС. Фестиваль проходил в «KBS Hall», который расположен в столице Южной Кореи — Сеуле. Данное мероприятие совпало с 49-й генеральной ассамблеей Азиатско-тихоокеанского вещательного союза (ABU, рус. АВС). Изначально, Азиатско-Тихоокеанский радиофестиваль песни принял двадцать шесть заявок представителей восемнадцати радиовещателей из пятнадцати стран, которые соревновались в отборочном туре жюри. Жюри выбрало только тринадцать заявок двенадцати радиовещателей из десяти стран, которые приняли участие в финальном выступлении, состоявшемся 11 октября 2012 года. Изначально же было отобрано пятнадцать заявок для участия в финале, но Фиджи и Шри-Ланка позже отказались от участия в радиофестивале ещё до наступления финала.
На фестивале гран-при заполучил южнокорейский бой-бэнд Bily Acoustie с песней «For a Rest». Представительница Австралии, Даниель Блэйки, выиграла золотую премию с песней «Fearless», Бруней получил серебряную премию с песней «Yang Terindah (Такой красивый)» в исполнении Мариа Айрес, и, наконец, Сэмми Рэй Джонс, который также представлял Австралию, получил бронзовую премию с его песней «Rinet». «K-Town Clan», представители из Малайзии, получили специальную премию жюри за песню «Party Animal». Следующий фестиваль песни пройдёт в городе Коломбо (Шри-Ланка).

## История
Азиатско-Тихоокеанский вещательный союз (АВС) уже запускал проект международного конкурса песни для своих членов, вдохновлённых конкурсом песни Евровидение в 1985—1987 годах, который назывался «Азиатско-Тихоокеанский конкурс популярной песни» (англ. ABU Popular Song Contest). В нём приняли участие 14 стран Азиатско-Тихоокеанского региона. Шоу имело концепцию аналогичную текущим фестивалям, где победителей выбирало профессиональное жюри. Победы в этом конкурсе одержали Южная Корея, Новая Зеландия и Австралия соответственно. В 1989—1991 годах АВС создал «Азиатско-Тихоокеанский Всемирный конкурс песни Золотого Воздушного Змея» (англ. ABU Golden Kite World Song Festival) в Малайзии с участием стран АТР, а также Югославии и Финляндии.
В 2008 году Европейский вещательный союз (ЕВС) предложил сотрудничество с АВС для создания Конкурса песни Азиявидение, однако, эти переговоры не дали никаких результатов, и в сентябре 2008 года было объявлено, что формат Конкурса песни Евровидение для азиатского производства был продан частной компании из Сингапура, ООО «Asiavision». Оригинальным названием, предназначенным для этого мероприятия, было «Конкурс песни Азиявидение» англ. Asiavision Song Contest, но позже, по запросу от АВС, название сменили на «Наш Звук — Азиатско-Тихоокеанский конкурс песни» (англ. Our Sound — The Asia-Pacific Song Contest), которое используется в названии Азиивидения для служб обмена новостями. Изначально, премьеру конкурса (который должен был иметь две программы телевизионного вещания в прямом эфире со всенародным голосованием) выставили на 2009 год, но позднее дата была перенесена на март 2010 года в Макао, а затем и на ноябрь 2010 в Мумбаи. В конце концов, событие было отложено на неопределённый срок «в связи с текущими спорами между организациями и ЕВС».
Незадолго до начала Азиатско-Тихоокеанского фестиваля песни, АВС рассматривал возможность организации Азиатско-Тихоокеанского фестиваля песни среди стран Содружества Юго-Восточной Азии (англ. ABU ASEAN TV Song Festival) в Таиланде. Исторически сложилось так, что конкурсы песни АСЕАН уже организовывались в период между 1981 и 1997 годом, однако с 2011 года Фестиваль стран Юго-Восточной Азии был организован между местными радиостанциями «Bintang Radio ASEAN».
В ноябре 2011 года АВС заявил, что он будет организовывать свои собственные теле- и радиофестивали песни, которые пройдут в южнокорейской столице, Сеуле, одновременно с 49-й генеральной ассамблеей в октябре 2012 года. Название «Конкурс песни Азиявидение» изначально упоминалось как возможное, но позже оно было официально изменено на «Азиатско-Тихоокеанский телефестиваль песни» (англ. ABU TV Song Festival) и «Азиатско-Тихоокеанский радиофестиваль песни» (англ. ABU Radio Song Festival). Соответствуя требованиям АВС, крайним сроком для принятия заявок на участие в Азиатско-Тихоокеанском радиофестивале песни было 18 мая 2012 года.

## Место проведения
Сеул (официально город особого статуса Сеул) — столица и крупнейший город Республики Корея. Мегаполис с населением более 10 миллионов человек, является одной из крупнейших городов по численности населения среди развитых стран ОЭСР. Сеульский национальный столичный регион является второй по численности населения городской агломерацией с более чем 25 миллионами жителей. Включает в себя окружающий его мегаполис Инчхон и провинцию Кёнгидо. Почти четверть жителей Южной Кореи проживает в Сеуле, половина жителей живёт в столичном регионе совместно с более чем 275 000 иностранных жителей.
Сеул, расположенный на реке Ханган, представлял собой крупное поселение на протяжении более 2000 лет, был основан в 18 году до н. э., когда Пэкче, одна из «трёх корейских королевств», разместила свою столицу на территории современной юго-восточной части Сеула. Он также оставалось столицей Кореи во время правления династии Чосон и Корейской империи. Сеульский национальный столичный регион является родиной четырёх объектов Всемирного наследия ЮНЕСКО: Чхандоккун, Крепость Хвасон, Святилище Чонмё и Королевская гробница династии Чосон.

### Национальный вещатель
Корейская вещательная система (KBS) являлась вещателем первого выпуска радиофестиваля песни, который проходил в концертном зале KBS Hall. Вещатель предложил покрыть расходы на постановку шоу, а также разместить участников Азиатско-Тихоокеанского радиофестиваля песни.

## Формат
В отличие от формата, используемого на конкурсе песни Евровидение, конкурс имеет два варианта Азиатско-Тихоокеанского фестиваля песни: Азиатско-Тихоокеанский радиофестиваль песни 2012 и Азиатско-Тихоокеанский телефестиваль песни 2012, проходившие в период с 11 по 17 октября 2012 года во время 49-й генеральной ассамблеи АВС. Девиз фестиваля — «На грани волны» (англ. Beyond the Wave) — был вдохновлён развитием в сфере цифровых технологий СМИ по всему миру.
В отборочном туре радиофестиваля, двадцать шесть участников из пятнадцати стран Азии, Австралии и Тихоокеанского региона выступали перед жюри фестиваля. Лишь тринадцать участников из десяти стран прошли в финал, который проходил в «KBS Hall» 11 октября 2012. Международное жюри на отборочном туре голосовало за наиболее понравившихся участников, которые вошли в пятёрку лучших и получили соответствующие премии.
Членами международного жюри были южнокорейские продюсер и автор песен Юн Иль Сан, певец и композитор Ким Гван Джин, представитель «KBS Radio 2» Ли Сук, сингапурский автор песен Билли Кох, и Виджай Саду из АВС.

## Участники
Из двадцати шести заявок на участие, в отборочном туре в финал Азиатско-Тихоокеанского радиофестиваля песни прошло только пятнадцать (см. таблицу ниже). Однако, представитель Фиджи, Севанайя Йазалеву, отказался от участия 14 сентября 2012. Выступление Йазалеву с песней «Time for a change» было бы завершающим на фестивале. Сурендра Перера, участник из Шри-Ланки, также объявил об отказе в участии, хотя причина этого неизвестна. Таким образом, число финалистов сократилось до тринадцати.
Международное жюри награждает пятёрку лучших премиями после того, как все участники исполнили свои песни на Азиатско-Тихоокеанском радиофестивале песни. Премия гран-при выдаётся за первое место, золотая — за второе, серебряная — за третье, бронзовая — за четвёртое, и специальная премия жюри выдаётся за пятое место.

### Результаты
| №  | Страна                            | Язык                 | Исполнитель     | Песня                   | Перевод                | Место | Премия            |
| -- | --------------------------------- | -------------------- | --------------- | ----------------------- | ---------------------- | ----- | ----------------- |
| 01 | Республика Корея (страна-хозяйка) | Корейский            | «Afrodino»      | «Pepperoni» (페퍼 로니) | «Пеперони»             | 6     | —                 |
| 02 | Бруней                            | Малайский            | Мариа Айрес     | «Yang Terindah»         | «Такой красивый»       | 3     | Серебряная премия |
| 03 | Малайзия                          | Английский           | «K-Town Clan»   | «Party Animal»          | «Клубный»              | 5     | Премия жюри       |
| 04 | Австралия1                        | Английский           | Сэмми Рэй Джонс | «Rinet»                 | «Ринет»                | 4     | Бронзовая премия  |
| 05 | Пакистан                          | Урду                 | Билал Ахмед     | «Wada» (وعدہ)           | «Обещание»             | 6     | —                 |
| 06 | Малайзия                          | Малайский            | Сабхи Сади      | «Waktu»                 | «Время»                | 6     | —                 |
| 07 | Бутан                             | Английский, дзонг-кэ | Дечхен Вангмо   | «Black as Snow»         | «Чёрный, как снег»     | 6     | —                 |
| 08 | Иран                              | Персидский           | «Man Brothers»  | «Iran» (ایران)          | «Иран»                 | 6     | —                 |
| 09 | Австралия                         | Английский           | Даниель Блэйки  | «Fearless»              | «Бесстрашная»          | 2     | Золотая премия    |
| 10 | Индонезия                         | Индонезийский        | Рандо Сембиринг | «Menunggu»              | «Ожидание»             | 6     | —                 |
| 11 | Сингапур                          | Английский           | Джаэ Анг        | «Promise Me»            | «Пообещай мне»         | 6     | —                 |
| 12 | Вьетнам                           | Вьетнамский          | Тю Мань Тьыонг  | «Quê Hương Ơn Bác»      | «Родина, спасибо дяде» | 6     | —                 |
| 13 | Республика Корея (страна-хозяйка) | Корейский            | «Bily Acoustie» | «For a Rest»            | «Чтобы отдыхать»       | 1     | Премия гран-при   |

1.↑  Включён в список в качестве участника из Австралии, хотя на официальном сайте указано как Австралия/Вануату. Это связано с тем, что национальный вещатель Вануату, «ABC Television», австралийского происхождения.

### Не прошли в финал
- Из двадцати шести предварительных заявок, только пятнадцать прошли в финал Азиатско-Тихоокеанского радиофестиваля песни. Оставшиеся одиннадцать не прошли в финал (см. таблицу ниже)[2].

| Страна     | Язык                   | Исполнитель                                  | Песня                                 | Перевод                              |
| ---------- | ---------------------- | -------------------------------------------- | ------------------------------------- | ------------------------------------ |
| Бруней     | Малайский, английский  | Джазз Хаят                                   | «I Stalk Your Profile»                | «Я преследую твой профиль»           |
| Бутан      | Дзонг-кэ               | Сонам Цхеванг                                | «Nga Num Che»                         | —                                    |
| Индия      | Малаялам, английский   | «Bimblotica»                                 | «I’m a Girl»                          | «Я девчонка»                         |
| Индия      | Санскрит               | «Матхур Лакшми Кешава и ансамбль»            | «Vayam Atra Sanjataha Asmakam Punyam» | «Мы здесь рождены святыми»           |
| Индонезия  | Индонезийский          | Доркас Леа Варой                             | «Aku Rindu»                           | «Я скучаю»                           |
| Иран       | Инструментальный       | Хейдар, Шокроллах Сепахванд и Наби Резазаде  | «Tone of Joyful Music of Lorestan»    | «Оттенок радостной музыки Лурестана» |
| Иран       | Инструментальный       | Мохсен Нафар                                 | «Dast Afshan» (دست افشان)             | «Поток»                              |
| Иран       | Персидский, английский | Шайан Бохлули, Амин Ализаде и Хамед Ходадади | «The First Day of Spring»             | «Первый день весны»                  |
| Кыргызстан | Киргизский             | Аскат Мусабеков                              | «Сагынам»                             | «Скучаю»                             |
| Судан      | Арабский               | Абдель Гадир Салим                           | «Bessama»                             | «Яд»                                 |
| Фиджи      | Английский             | Луиса Сереви и Лосана Маситамбуа             | «Help Me To Conserve»                 | «Помоги мне сохранить»               |

### Отказались от участия
| Страна    | Язык        | Исполнитель       | Песня                          | Перевод         |
| --------- | ----------- | ----------------- | ------------------------------ | --------------- |
| Фиджи     | Английский  | Севанайя Йазалеву | «Time For A Change»            | «Время перемен» |
| Шри-Ланка | Сингальский | Сурендра Перера   | «Wehi Pabalu Sali» (වැහි පබළු සැලී) | «Капля дождя»   |

## Национальное жюри
Список членов международного жюри, которые выбирали пятёрку лучших:
| Страна           | Организация | Член жюри            |
| ---------------- | --- | -------------------- |
| Австралия        | Директор по маркетингу и связям австралийской вещательной корпорации «Радио Австралии»                                        | Марк Хеметсбергер    |
| Китай            | Отдел международных связей РТ КНР, «Международное радио Китая»                                                                | Ци Сун               |
| Индия            | Заместитель директора «Всеиндийского радио»                                                                                   | К. Вагиш             |
| Иран             | Президент-руководитель «Международных дел радио» и директор «Международного фестиваля радиовещания Исламской Республики Иран» | Бехруз Разави Неджад |
| Малайзия         | Менеджер «Traxx FM Radio Television Malaysia»                                                                                 | Рохани Харитхуддин   |
| Малайзия         | Заместитель главного директора вещания «Star Group»                                                                           | Кудсиа Кахар         |
| Сингапур         | Вице-президент малайско-индийского программирования ООО «Radio Mediacorp»                                                     | Закиах Халим         |
| Республика Корея | Продюсер корейской вещательной системы                                                                                        | Ли Чхун Он           |
| Республика Корея | Продюсер корейской вещательной системы                                                                                        | Ю Гван Мо            |
| Республика Корея | Продюсер корейской вещательной системы                                                                                        | Хён Ин Чхоль         |
| Республика Корея | Главный режиссёр корейской вещательной системы                                                                                | Чхо Хё Чхон          |
| Шри-Ланка        | Групповой директор ООО «MBC Networks»                                                                                         | Шантхи Бхагиратхан   |
| Вьетнам          | Департамент международного сотрудничества «Голос Вьетнама»                                                                    | Нгуен Тхи Тху        |

## Международное вещание
Каждая из стран-участниц была приглашена транслировать оба события и комментировать их на родном языке для ясности и описания конкурса. Фестиваль не транслировался в прямом эфире, хотя каждая телекомпания заявила, что они будут транслировать фестиваль в октябре-ноябре 2012 года с предполагаемой аудиторией в 2 миллиарда человек, это в двадцать раз больше аудитории когда-либо достигаемой на конкурсе песни Евровидение (для сравнения: на Евровидении достигается численность аудитории в 100 миллионов человек).
- Австралия — Commercial Radio Australia
- Бруней — Radio Televisyen Brunei[англ.]
- Бутан — Centennial Radio
- Вануату — Australian Broadcasting Corporation
- Вьетнам — Voice of Vietnam[англ.]
- Индия — All India Radio
- Индонезия — Radio Republik Indonesia[индон.]
- Иран — Голос Исламской Республики Иран / «Soroush Multimedia Corp.»
- Малайзия — Radio Televisyen Malaysia[англ.] / Astro All Asia Networks[англ.]
- Пакистан — Pakistan Broadcasting Corporation[англ.]
- Сингапур — MediaCorp[англ.]
- Судан — Sudan Radio
- Фиджи — Fiji Broadcasting Corporation[англ.]
- Шри-Ланка — MBC Networks[англ.]
- Республика Корея — 21 октября 2012 Korean Broadcasting System[25]